# Yuna (attrice)
Yuna (유나?), pseudonimo di Jeon So-hyeon (전소현?, Chŏn SohyŏnMR; 18 luglio 2011), è un'attrice sudcoreana.

## Biografia
Ha iniziato a recitare a cinque anni, apparendo inizialmente come ospite o in ruoli minori in produzioni sia televisive che cinematografiche come Baesim-wondeul e Hellbound prima di ottenere il riconoscimento internazionale per la sua interpretazione di Sunja bambina in Pachinko - La moglie coreana, per la quale è stata lodata dalla stampa. Dopo Pachinko, ha lavorato in altre serie televisive come Green Mothers' Club e Il giorno del rapimento: per quest'ultima è stata premiata come Miglior attrice bambina agli APAN Star Award del 2023 e come Migliore attrice televisiva esordiente ai Baeksang Arts Award del 2024. Nel 2024 ha vinto il premio come Miglior giovane attrice agli SBS Drama Award per il ruolo della figlia di Jang Na-ra in Good Partner.

## Filmografia

### Cinema
- Post It! (포스트 잇!?), regia di Lee Dong-eun (2020) – cortometraggio
- Dolmeng-i (돌멩이?), regia di Kim Jeong-sik (2020)
- Deoreo-un don-e sondaeji mara (더러운 돈에 손대지 마라?), regia di Kim Min-soo (2024)
- Geom-eun sonyeodeul (검은 수녀들?), regia di Kwon Hyeok-jae (2025)

### Televisione
- Hellbound (지옥?) – serie TV (2021)
- Pachinko - La moglie coreana (파친코?) – serie TV (2022)
- Green Mothers' Club (그린마더스 클럽?) – serie TV (2022)
- Ban-gaemangto-ui bimil (번개망토의 비밀?) – serie TV (2022)
- Il giorno del rapimento (유괴의 날?) – serie TV (2023)
- Good Partner (굿파트너?) – serie TV (2024)

## Riconoscimenti
- APAN Star Award
  - 2023 – Miglior attrice bambina per Il giorno del rapimento[9]
- Baeksang Arts Award
  - 2024 – Miglior attrice televisiva esordiente per Il giorno del rapimento[10]
- SBS Drama Award
  - 2024 – Miglior giovane attrice per Good Partner[11]